# Dayton Ward

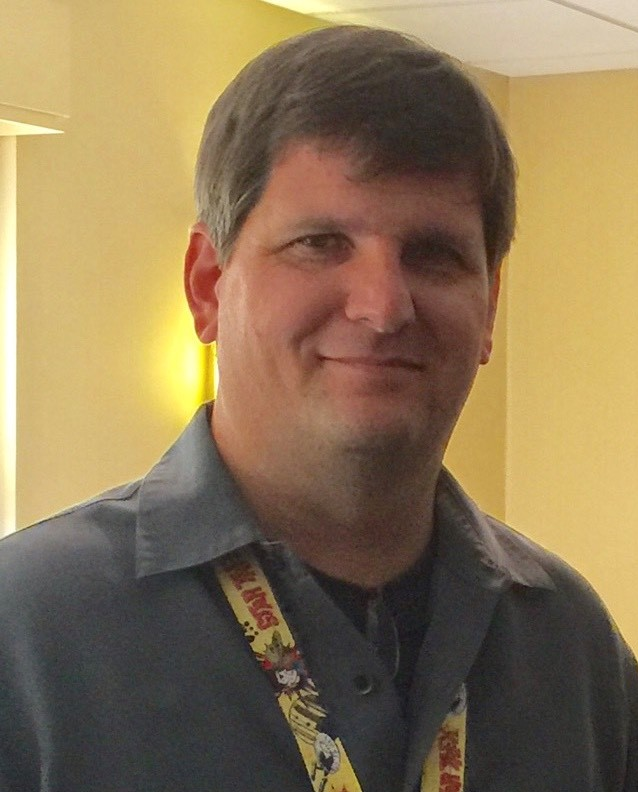
Dayton Ward auf der Shore Leave 38 Convention, Hunt Valley (Maryland), 2016.

Dayton Ward (* 7. Juni 1967 in Tampa) ist ein US-amerikanischer Science-Fiction-Schriftsteller, der in erster Linie für seine Romane und Kurzgeschichten im Star-Trek-Universum bekannt ist. Seine ersten Kurzgeschichten erschienen in der Anthologie Star Trek: Strange New Worlds. Er veröffentlichte in den ersten drei Strange New Worlds Anthologien.

## Biografie
Ward wurde in Tampa, Florida, geboren und ist dort aufgewachsen. Nach dem Abitur trat Ward in das United States Marine Corps ein, wo er mit Informationssystemen arbeitete. Er wurde schließlich in Kansas City, Missouri stationiert. Er diente mehr als elf Jahre, bevor er ehrenhaft aus dem Corps entlassen wurde. Er blieb in Kansas City und lebt mit seiner Familie bis heute dort. Ward arbeitete als Softwareentwickler und Teilzeitautor, bevor er Vollzeitautor wurde. Er berät auch CBS bei Star-Trek-Lizenznehmerprojekten, einschließlich Veröffentlichungen von Simon & Schuster und IDW Publishing. Zu seinen erklärten Hobbys zählen Lesen, ins Kino gehen und Fußball, Basketball oder Beachvolleyball schauen. Er ist ein Fan der kanadischen Rockband Rush, und einige seiner Geschichten wurden nach Rush-Songs benannt.
Darüber hinaus hat er zahlreiche Artikel in Star Trek Communicator und Star Trek Magazine geschrieben. Er hat auch eine Reihe von Kurzgeschichten in verschiedenen Magazinen und Sammlungen veröffentlicht. Häufig arbeitet er mit Kevin Dilmore gemeinsam an Werken zusammen. Ward wurde sechsmal für den Scribe Award der International Association of Media Tie-In Writers nominiert und gewann ihn zweimal. Die Gewinner waren Star Trek: The Next Generation: Armageddon's Arrow im Jahr 2016 und Star Trek: Discovery: Drastic Measures im Jahr 2019.

## Bibliografie

### Star Trek Universum
- In the Name of Honor. Pocket Books 2002, ISBN 0-7434-1225-7.
- Interphase: Book One. in: Have Tech, Will Travel. Pocket Books 2002, ISBN 0-7434-3996-1. (Kurgeschichte mit Kevin Dilmore)
  - Interphase 1. Cross Cult 2014, ISBN 978-3-86425-481-9.
- Interphase, Book Two. in: Miracle Workers. Pocket Books 2002, ISBN 0-7434-4412-4. (Kurgeschichte mit Kevin Dilmore)
  - Interphase 2. Cross Cult 2014, ISBN 978-3-86425-482-6.
- A Time to Sow. Pocket Books 2004, ISBN 0-7434-8299-9. (mit Kevin Dilmore)
- A Time to Harvest. Pocket Books 2004, ISBN 0-7434-8298-0. (mit Kevin Dilmore)
- Grand Designs. 2004, in: Grand Designs. Pocket Books 2007, ISBN 1-4165-4489-5. (Kurgeschichte mit Kevin Dilmore)
- Where Time Stands Still. 2004, in: Creative Couplings. Pocket Books 2007, ISBN 1-4165-4898-X. (Kurgeschichte mit Kevin Dilmore)
- Field Expediency. in: Tales of the Dominion War. Pocket Books 2004, ISBN 0-7434-9171-8. (Kurgeschichte mit Kevin Dilmore)
- Foundations. Pocket Books 2004, ISBN 0-7434-8300-6. (mit Kevin Dilmore)
- Home Fires. in: Breakdowns. Pocket Books 2005, ISBN 1-4165-0326-9. (Kurgeschichte mit Kevin Dilmore)
- First, Do No Harm. in: Constellations. Pocket Books 2006, ISBN 0-7434-9254-4. (Kurgeschichte mit Kevin Dilmore)
- Turn the Page. Pocket Books 2006, ISBN 1-4165-4324-4. (mit Kevin Dilmore)
- Things Fall Apart. 2006, in: Mere Anarchy. Pocket Books 2009, ISBN 978-1-4165-9494-9. (Kurgeschichte mit Kevin Dilmore)
- Distant Early Warning. 2006, in: What's Past. Gallery Books 2010, ISBN 978-1-4391-9486-7. (Kurgeschichte mit Kevin Dilmore)
- Summon the Thunder. Pocket Books 2006, ISBN 1-4165-2400-2. (mit Kevin Dilmore)
- Acts of Compassion. in: The Sky's the Limit. Pocket Books 2007, ISBN 978-0-7434-9255-3. (Kurgeschichte mit Kevin Dilmore)
- Age of the Empress. in: Glass Empires. Pocket Books 2007, ISBN 1-4165-2459-2. (mit Kevin Dilmore und Mike Sussman)
- Ill Winds. in: Shards and Shadows. Pocket Books 2009, ISBN 978-1-4165-5850-7. (Kurgeschichte mit Kevin Dilmore)
- Open Secrets. Pocket Books 2009, ISBN 978-1-4165-4792-1.
- The First Peer. in: Seven Deadly Sins. Gallery Books 2010, ISBN 978-1-4391-0944-1. (Kurgeschichte mit Kevin Dilmore)
- Paths of Disharmony. Pocket Books 2011, ISBN 978-1-4391-6083-1.
- Declassified. Pocket Books 2011, ISBN 978-1-4516-0691-1. (Anthologie mit Kevin Dilmore, David Mack und Marco Palmieri)
  - Almost Tomorrow. (Kurzgeschichte)
- What Judgments Come. Pocket Books 2011, ISBN 978-1-4516-0863-2. (mit Kevin Dilmore)
- That Which Divides. Pocket Books 2012, ISBN 978-1-4516-5068-6.
- In Tempest's Wake. Pocket Star Books 2012, ISBN 978-1-4516-9589-2.
- From History's Shadow. Pocket Books 2013, ISBN 978-1-4767-1900-9.
- The Continuing Missions: Volume I. Pocket Books 2013, ISBN 978-1-4767-3335-7. (Omnibus)
- Peaceable Kingdoms.
  - Königreiche des Friedens. Cross Cult 2015, Übersetzer Christian Humberg, ISBN 978-3-86425-782-7.
- Point of Divergence. Pocket Books 2014, ISBN 978-1-4767-5726-1. (mit Kevin Dilmore)
  - Divergenzpunkt. Cross Cult 2017, Übersetzerin Susanne Picard, ISBN 978-3-95981-439-3.
- Peaceable Kingdoms. Pocket Books 2014, ISBN 978-1-4767-1899-6.
- All That's Left. Pocket Books 2015, ISBN 978-1-4767-9860-8. (mit Kevin Dilmore)
- Armageddon's Arrow. Pocket Books 2015, ISBN 978-1-4767-8269-0.
  - Der Pfeil des Schicksals. Cross Cult 2017, Übersetzer Bernd Perplies, ISBN 978-3-95981-184-2.
- Elusive Salvation. Pocket Books 2016, ISBN 978-1-5011-1129-7.
- Purgatory's Key. Pocket Books 2016, ISBN 978-1-5011-2278-1. (mit Kevin Dilmore)
- Headlong Flight. Pocket Books 2017, ISBN 978-1-5011-1131-0.
  - Absturz. Cross Cult 2019, Übersetzerin Stephanie Pannen, ISBN 978-3-95981-960-2.
- Hearts and Minds. Pocket Books 2017, ISBN 978-1-5011-4731-9.
  - Herz und Verstand. Cross Cult 2019, Übersetzerin Aimée de Bruyn Ouboter, ISBN 978-3-86425-874-9.
- Drastic Measures. Gallery Books 2018, ISBN 978-1-5011-7174-1.
  - Drastische Maßnahmen. Cross Cult 2018, Übersetzerin Helga Parsetzerin Staphien Pannen, ISBN
- Hearts and Minds. Pocket Books 2017, ISBN 978-1-5011-4731-9.
  - Herz und Verstand. Cross Cult 2019, Übersetzerin Aimée de Bruyn Ouboter, ISBN 978-3-86425-874-9.
- Drastic Measures. Gallery Books 2018, ISBN 978-1-5011-7174-1.
  - Drastische Maßnahmen. Cross Cult 2018, Übersetzerin Helga Parmiter, ISBN 978-3-95981-672-4.
- Available Light. Gallery Books 2019, ISBN 978-1-982113-27-8.
  - Vorhandenes Licht. Cross Cult 2018, Übersetzerin Aimée de Bruyn Ouboter, ISBN 978-3-96658-073-1.
- Agents of Influence. Gallery Books 2020, ISBN 978-1-982133-68-9.

### Weitere Romane
- The Last World War. Pocket Star Books 2003, ISBN 0-7434-5789-7.
- The Genesis Protocol. Phobos Impact 2006, ISBN 0-9770708-0-8.
- The 4400: Wet Work. Pocket Star Books 2008, ISBN 978-1-4165-4321-3. (mit Kevin Dilmore)
- Counterstrike. Pocket Star Books 2010, ISBN 978-1-4391-6797-7.

### Sachbücher
- Vulcan. Insight Editions 2016, ISBN 978-1-60887-520-7.
- The Klingon Empire. Insight Editions 2017, ISBN 978-1-60887-519-1.